# 富蘭克林鎮區 (愛荷華州波爾克縣)
富蘭克林鎮區（英語：Franklin Township）是位於美國愛荷華州波爾克縣的一個行政鎮區。

## 地方資料
根據2010年美國人口普查的數據，富蘭克林鎮區的面積為94.64平方千米，當中陸地面積為93.97平方千米，而水域面積為0.67平方千米。當地共有人口3760人，而人口密度為每平方千米39.73人。